# Bruten (naturreservat)
Bruten är ett naturreservat i Lärbro socken i Region Gotland på Gotland.
Området är naturskyddat sedan 2011 och är 36 hektar stort. Reservatet består av en kalkbarrskog med gran och tall.